# Resolutie 777 Veiligheidsraad Verenigde Naties
Resolutie 777 van de Veiligheidsraad van de Verenigde Naties werd met twaalf stemmen voor en drie onthoudingen — China, India en Zimbabwe — aangenomen op 19 september 1992.

## Achtergrond
In 1980 overleed de Joegoslavische leider Tito, die decennialang de bindende kracht was geweest tussen de zes deelstaten van het land. Na zijn dood kende het nationalisme een sterke opmars, en in 1991 verklaarden verschillende deelstaten zich onafhankelijk. Hierdoor ontstond een burgeroorlog met minderheden in de deelstaten die tegen onafhankelijkheid waren en met het Volksleger.

## Inhoud
De Veiligheidsraad:
- bevestigt resolutie 713 (1991) en alle volgende;
- overwegende dat de voormalige Socialistische Federale Republiek Joegoslavië heeft opgehouden te bestaan;
- herinnert in het bijzonder aan resolutie 757 die aanmerkte dat de aanspraak van Servië en Montenegro op Joegoslaviës VN-lidmaatschap niet algemeen aanvaard is;

1. bedenkt dat Servië en Montenegro het VN-lidmaatschap van ex-Joegoslavië niet automatisch kunnen voortzetten, en raadt de Algemene Vergadering aan te beslissen dat het land een aanvraag voor lidmaatschap moet indienen, en niet mag deelnemen aan het werk van de Algemene Vergadering;
2. besluit om de kwestie vóór het einde van de 47e sessie van de Algemene Vergadering opnieuw in beraad te nemen.

## Verwante resoluties
- Resolutie 771 Veiligheidsraad Verenigde Naties
- Resolutie 776 Veiligheidsraad Verenigde Naties
- Resolutie 780 Veiligheidsraad Verenigde Naties
- Resolutie 781 Veiligheidsraad Verenigde Naties

Lijst ·  726 ·  727 ·  728 ·  729 ·  730 ·  731 ·  732 ·  733 ·  734 ·  735 ·  736 ·  737 ·  738 ·  739 ·  740 ·  741 ·  742 ·  743 ·  744 ·  745 ·  746 ·  747 ·  748 ·  749 ·  750 ·  751 ·  752 ·  753 ·  754 ·  755 ·  756 ·  757 ·  758 ·  759 ·  760 ·  761 ·  762 ·  763 ·  764 ·  765 ·  766 ·  767 ·  768 ·  769 ·  770 ·  771 ·  772 ·  773 ·  774 ·  775 ·  776 ·  777 ·  778 ·  779 ·  780 ·  781 ·  782 ·  783 ·  784 ·  785 ·  786 ·  787 ·  788 ·  789 ·  790 ·  791 ·  792 ·  793 ·  794 ·  795 ·  796 ·  797 ·  798 ·  799